# 及川麗
及川麗（おいかわ れい、1999年4月28日 - ）は、日本のグラビアアイドル。神奈川県出身。身長155センチメートル、スリーサイズB83（Fカップ）,W58,H80（2020年時点）。

## 人物
趣味は絵画、映画鑑賞、絵を描くこと、読書、ゲームで、特技はコーディネーションを考える肖像画だ。

## 出演

### テレビ
- 知らなくていいコト（2020年2月26日、日本テレビ）

## 作品

### イメージビデオ
- ラブレイ（2018年10月26日、スパイスビジュアル）
- イチャラブ温泉旅行 （2020年1月25日、エアーコントロール）
- 心憂い君想う（2020年4月23日、ギルド）
- 最恋（2020年9月25日、イーネット・フロンティア）
- グラビアアイドルの家、おじゃましてイイですか？（2021年1月25日、竹書房）